# Anthospermum dregei
Anthospermum dregei är en måreväxtart som beskrevs av Otto Wilhelm Sonder. Anthospermum dregei ingår i släktet Anthospermum och familjen måreväxter.

## Underarter
Arten delas in i följande underarter:
- A. d. dregei
- A. d. ecklonis